# Apozol (kommun)
Apozol är en kommun i Mexiko.   Den ligger i delstaten Zacatecas, i den centrala delen av landet, 500 km nordväst om huvudstaden Mexico City. Antalet invånare är 5 898. Arean är 283 kvadratkilometer.
Terrängen i Apozol är bergig söderut, men norrut är den kuperad.
Följande samhällen finns i Apozol:
- Apozol
- La Tiricia
- Colonia Francisco I. Madero